# Aziatische roodborsttapuit
De Aziatische roodborsttapuit (Saxicola maurus) is een zangvogel die behoort tot de familie vliegenvangers. Vaak wordt deze soort nog als ondersoort beschouwd van de gewone roodborsttapuit.

## Herkenning
De vogel is 11,5 tot 13 cm, zo groot als de gewone roodborsttapuit en daar lijkt de vogel verder ook sterk op. Het mannetje heeft een witte kraag die verder doorloopt tot op de nek. Het vrouwtje heeft een egaal roodbruine stuit, in plaats van een gestreepte stuit.

## Verspreiding en leefgebied
Deze soort komt voor in de oostelijke Kaukasus, zuidoostelijk Turkije en westelijk Iran, centraal Siberië, centraal Azië, de Himalaya en het westelijke deel van Centraal-China en telt vijf ondersoorten:
- Saxicola maurus hemprichii (Kaspische roodborsttapuit): oostelijk Oekraïne en noordelijk Azerbeidzjan tot de noordelijke oevers van de Kaspische Zee
- Saxicola maurus variegatus: van zuidoostelijk Turkije en de Zuidelijke Kaukasus tot noordwestelijk Iran.
- Saxicola maurus maurus: van oostelijk Finland en noordelijk en oostelijke Europees Rusland tot Mongolië en Pakistan.
- Saxicola maurus indicus: de noordwestelijke en centrale Himalaya.
- Saxicola maurus przewalskii: van Tibet tot centraal China en noordelijk Myanmar.

Het leefgebied lijkt op dat van de gewone roodborsttapuit, dus vrij schrale landschappen, vooral de ondersoorten die voorkomen in berggebieden kunnen broeden in vrij kaal alpien terreintot op 3000 m boven de zeespiegel. De ondersoorten in laagland hebben echter meer een voorkeur voor grazige gebieden met hoog gras of moerasgebied. Het zijn allemaal trekvogels die zich 's winters ophouden in mangrove en natte graslanden en rijstvelden in Zuidoost-Azië.

### Voorkomen in West-Europa
De Aziatische roodborsttapuit is een dwaalgast in West-Europa. In Nederland zijn tot 2021 52 bevestigde waarnemingen.

## Status
BirdLife International accepteert deze soort niet als aparte soort. Daarom heeft de soort geen aparte vermelding op de Rode Lijst van de IUCN en valt onder de categorie niet bedreigd, net als de gewone roodborsttapuit.